# Center Point Road
Center Point Road là album phòng thu thứ tư của nam ca sĩ nhạc đồng quê người Mỹ Thomas Rhett, được phát hành vào ngày 31 tháng 5 năm 2019 thông qua Big Machine Records. Album được hỗ trợ bởi đĩa đơn mở đường "Look What God Gave Her". Rhett đồng sáng tác và đồng sản xuất toàn bộ 16 bài hát trong album, đồng thời chia sẻ trách nhiệm sản xuất với Dann Huff, Jesse Frasure, Julian Bunetta, The Stereotypes và Cleve Wilson. Album cũng bao gồm các ca khúc hợp tác với Little Big Town, Jon Pardi và Kelsea Ballerini. Album nhận được đề cử ở hạng mục Album nhạc đồng quê xuất sắc nhất tại Giải Grammy lần thứ 62.

## Bối cảnh
Rhett đặt tên album theo tên một con đường ở thị trấn quê nhà của anh, Hendersonville, Tennessee, nói rằng tên gọi này "tượng trưng cho những gì diễn ra khi tôi lớn lên" ở đó, và rằng con đường này "đã định hình [tôi] của ngày hôm nay, và tôi thấy nó thích hợp vì bản thu này chủ yếu thể hiện sự luyến tiếc những điều đã qua". Rhett cũng phát biểu rằng "đây là một trong số những bản thu âm mà tôi vẫn cảm thấy mới mẻ mỗi khi nghe lại nó".

## Quảng bá
"Look What God Gave Her" được phát hành thành đĩa đơn mở đường cho album vào ngày 1 tháng 3 năm 2019. Vào ngày 3 tháng 3 năm 2019, "Don't Threaten Me with a Good Time" được phát hành và được biểu diễn trực tiếp trong chương trình Saturday Night Live. Rhett sau đó tiết lộ ảnh bìa và danh sách bài hát của album vào ngày 29 tháng 3, đồng thời chia sẻ thêm bài hát "That Old Truck". Ngày 19 tháng 4 năm 2019, Rhett phát hành "Remember You Young" thành một đĩa đơn quảng bá khác.

## Tiếp nhận phê bình
Viết cho Rolling Stone, Jonathan Bernstein gọi Rhett là "một quý ông nhạc đồng quê hoàn hảo" trong album và khen ngợi anh vì đã "mở rộng bảng màu của mình khi giả định vai trò của nhạc đồng quê là một dòng nhạc lướt qua nhiều dòng nhạc khác". Glenn Gamboa của Newsday viết rằng album "có thể không hẳn là một album rẽ ngang sang nhạc pop mà Rhett dường như đang kiếm tìm, nhưng có lẽ nó [đã] cho các đài phát thanh nhạc đồng quê thấy được giá trị của sự thử nghiệm trong nghệ thuật."

## Diễn biến thương mại
Center Point Road ra mắt ở vị trí quán quân trên bảng xếp hạng US Billboard 200 với 76.000 đơn vị album quy đổi, trong đó có 45.000 bản là album thuần túy. Đây là album quán quân thứ hai của Rhett tại Hoa Kỳ. Trong tuần đầu phát hành, album nhận được 33,59 triệu lượt stream tại Hoa Kỳ, trở thành album nhạc đồng quê có lượng stream trong một tuần lớn nhất. Tính đến tháng 1 năm 2020, album đã bán được 97.700 bản là album thuần và tổng cộng 409.000 đơn vị album tương đương tại Hoa Kỳ.

## Danh sách bài hát
| STT | Nhan đề                                                            | Sáng tác                                                                                              | Thời lượng |
| --- | ------------------------------------------------------------------ | --- | ---------- |
| 1.  | "Up"                                                               | Thomas Rhett Ashley Gorley Jesse Frasure Shane McAnally                                               | 3:27       |
| 2.  | "Don't Threaten Me with a Good Time" (hợp tác với Little Big Town) | Rhett Karen Fairchild Jonathan Yip Ray Romulus Jeremy Reeves Ray Charles McCullough II Gorley Frasure | 3:35       |
| 3.  | "Blessed"                                                          | Rhett Joe Spargur Sean Douglas                                                                        | 3:34       |
| 4.  | "Look What God Gave Her"                                           | Rhett Rhett Akins Julian Bunetta Josh Ryan Jacob Kasher Ammar Malik                                   | 2:48       |
| 5.  | "Center Point Road" (hợp tác với Kelsea Ballerini)                 | Rhett Amy Wadge Cleve Wilson Frasure                                                                  | 3:36       |
| 6.  | "That Old Truck"                                                   | Rhett Bunetta Kamron Kimbro Ryan Tedder                                                               | 3:32       |
| 7.  | "VHS"                                                              | Rhett Wadge Gorley Frasure                                                                            | 3:16       |
| 8.  | "Notice"                                                           | Rhett Gorley Frasure Douglas                                                                          | 3:42       |
| 9.  | "Sand"                                                             | Rhett Frasure Michael Hardy                                                                           | 2:42       |
| 10. | "Beer Can Fix" (hợp tác với Jon Pardi)                             | Rhett Bunetta Tedder Zach Skelton                                                                     | 3:29       |
| 11. | "Things You Do for Love"                                           | Rhett Gorley Frasure Josh Osborne Luke Laird                                                          | 3:26       |
| 12. | "Remember You Young"                                               | Rhett Gorley Frasure                                                                                  | 3:00       |
| 13. | "Don't Stop Drivin'"                                               | Rhett Gorley Josh Miller Zach Crowell                                                                 | 3:03       |
| 14. | "Barefoot"                                                         | Rhett Miller Matt Dragstrem Akins                                                                     | 3:00       |
| 15. | "Dream You Never Had"                                              | Rhett Gorley Frasure Akins                                                                            | 3:22       |
| 16. | "Almost"                                                           | Rhett Wadge Gorley Frasure                                                                            | 3:11       |

## Xếp hạng

### Xếp hạng tuần
| Bảng xếp hạng (2019)                 | Vị trí cao nhất |
| ------------------------------------ | --------------- |
| Úc (ARIA)                            | 24              |
| Album Canada (Billboard)             | 2               |
| Album Scotland (OCC)                 | 53              |
| Hoa Kỳ Billboard 200                 | 1               |
| Album Hoa Kỳ Top Country (Billboard) | 1               |